# GLTSCR2
GLTSCR2‏ (NOP53 ribosome biogenesis factor) هوَ بروتين يُشَفر بواسطة جين GLTSCR2 في الإنسان.